# 広瀬村 (新潟県北魚沼郡1955年)
広瀬村（ひろせむら）は、かつて新潟県北魚沼郡にあった村。

## 沿革
- 1901年（明治34年）11月1日 - 北魚沼郡下条村、中条村、小平尾村が合併して、広瀬村が発足。
- 1955年（昭和30年）3月31日 - 北魚沼郡藪神村と合併し、広神村となり消滅。